# Kendi Oiwa
Kendi Oiwa, anche trascrivibile come Kenji Ōiwa (大岩 ケンヂ, Ōiwa Kenji; 1978), è un fumettista giapponese, conosciuto per aver realizzato il manga Goth e le illustrazioni di Welcome to the NHK. Le sue opere sono pubblicate sulla rivista Shōnen Ace edita dalla Kadokawa Shoten..

## Opere
- Goth (manga), 2003
- Welcome to the NHK, 2004-2007
- Tsukumo happī souru (99 Happy Soul), 2005
- Mahiru no Yōjimbō, 2006-2008
- Arata-naru sekai, 2012